# Comissão de Saúde do Trabalhador
A Comissão de Saúde do Trabalhador (CST) é uma área do SUS que tem como objetivo a prevenção de acidentes e doenças decorrentes do trabalho, de modo a tornar compatível permanentemente o trabalho com a prevenção da vida e a promoção da saúde do trabalhador. Ela funciona de forma semelhante, ou é o que mais se aproxima, de uma Comissão Interna de Prevenção de Acidentes - CIPA, que tem sua atuação definida nas instituições privadas e regida pelas Normas Regulamentadoras - NRs do Ministério do Trabalho e Emprego, no Brasil. As CSTs têm seu funcionamento norteado principalmente pela Norma Operacional Básica de Recursos Humanos do SUS - NOB/RH/SUS/, fazendo uso das NRs quando a primeira for omissa ou vaga. De uma forma geral, a NOB/RH/SUS é mais específica e pouco detalhada, enquanto as NRs têm um espectro de cobertura bastante abrangente e bastante detalhado.
Devem constituir  por unidade (Comissões Locais de Saúde do Trabalhador), e mantê-la em regular funcionamento, as empresas privadas, públicas, sociedades de economia mista, órgãos da administração direta e indireta, instituições beneficentes, associações recreativas, cooperativas, bem como outras instituições que administram trabalhadores como empregados. 
As disposições contidas nas Normas Regulamentadoras - NRs e Norma Operacional Básica de Recursos Humanos do SUS - NOB/RH/SUS/2005 aplicam-se, no que couber, aos trabalhadores terceirizados e às entidades que lhes tomem serviços, observadas a disposição estabelecida em Normas Regulamentadoras de Setores Econômicos Específicos.
A Secretaria de Estado de Saúde - SES central e todas as unidades desconcentradas/regionalizadas terão suas comissões e garantirão a sua integração e efetivação da política de segurança e saúde do trabalhador do Estado.